# Tadaaki Hirakawa
Tadaaki Hirakawa (平川 忠亮 Hirakawa Tadaaki?), född 1 maj 1979 i Shizuoka prefektur, är en japansk fotbollsspelare.
Hirakawa började sin karriär 2002 i Urawa Reds. Han spelade 336 ligamatcher för klubben. Med Urawa Reds vann han AFC Champions League 2007, 2017, japanska ligan 2006, japanska ligacupen 2003, 2016 och japanska cupen 2005, 2006, 2018. Han avslutade karriären 2018.